# Býčí skála
Býčí skála (německy Stierfelsen) je jeskyně nacházející se ve střední části CHKO Moravský kras, severně od města Brna, v Křtinském údolí mezi městem Adamov a městysem Křtiny. Spolu s Barovou (Sobolovou) jeskyní a Rudickým propadáním tvoří po Amatérské jeskyni druhý nejdelší jeskynní systém v České republice o celkové délce přesahující 18 kilometrů.

## Historie objevů

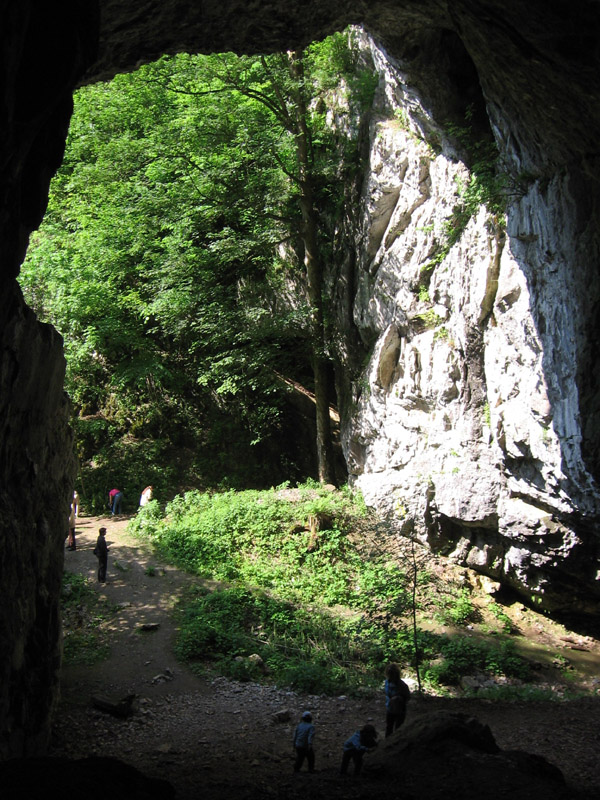
Portál do Býčí skály se nachází vpravo

Vstupní část jeskyně byla navštěvována lidmi postupně v paleolitu, neolitu, eneolitu, době bronzové, době železné-halštatské, laténské, římské, slovanské, obdobně i ve středověku a novověku. První zmínka o jeskyni pochází z roku 1663, kdy o ní píše řeholník Zábrdovického kláštera M. A. Vigsel. Ze 7. září 1804 připomíná pamětní deska návštěvu císaře Františka I. a jeho ženy Marie Terezy. Jeskyni také v letech 1792, 1797, 1801 a 1804 navštívil majitel zdejšího panství Jan I. z Lichtenštejna.
Od roku 1867 prováděl v jeskyni vykopávky Jindřich Wankel, který zde objevil sídliště z doby paleolitu. Mezi nejvýznamnější objevy patří soška bronzového býčka, kterou objevili bratranci Felklovi o dva roky později.
V dalších letech pak učinil doktor Wankel nález Halštatského pohřbu. Na dně Předsíně bylo v roce 1872 nalezeno více než 40 koster a množství předmětů ze starší doby železné (halštatské). Jednalo se o ostatky převážně mladých žen, s uťatou hlavou či údy. V otázce, co bylo příčinou takto uložených ostatků, nenalezli archeologové ani historici shodu. Někteří tvrdí, že těla nalezených patřila do výpravy kupecké karavany, ostatní se domnívají, že se jednalo o rituální pohřeb velmože, s patřičnou obětní skupinou. Podle revizního výzkumu z roku 2020, který provedl tým pod vedením Martina Golce z katedry historie Filozofické fakulty Univerzity Palackého, šlo o dlouhodobě fungující pohřebiště halštatských elit z let 575 až 450 př. n. l., nikoliv o jednorázově usmrcený vyšší počet osob.
Prostor jeskyně byl patrně využíván jako jeskynní svatyně. Ve starší době železné zde mohly být provozovány náboženské obřady a rituály, čemuž nasvědčuje široké spektrum nalezených obětin (lidských, zvířecích, vegetabilních a „symbolického“ usmrcování velkého množství předmětů) spojených s obřady renovace, reprodukce, obecně obnovy světa a znovuzrozením. Obdobně i nález kovárny, organické součásti svatyně, poukazuje na náboženský proces. Wanklův nález souboru není ojedinělým nálezem v popisované jeskyni.
V roce 1920 byl vyčerpán Šenkův sifon na konci Staré Býčí skály a byla objevena Nová býčí skála s aktivním tokem Jedovnického potoka. Ke konci druhé světové války začali nacisté ve vstupních prostorách jeskyně budovat podzemní továrnu. Tu sice nestihli dokončit, stavebními pracemi ale došlo k nenávratnému poškození.
Po válce byly mezi Býčí skálou a výtoky Jedovnického potoka objeveny Sobolova jeskyně a Májové jeskyně a dále v 80. letech byly pomocí štol a potápěčů objeveny Prolomená a Proplavaná skála, části jeskyně směřující proti toku Jedovnického potoka směrem k Rudickému propadání. Do roku 1992 byl postupně prozkoumán Jedovnický potok od Rudického propadání až k jeho vývěrům pod Býčí skálou.

## Býčí skála v kultuře
V roce 2011 se v okolí Býčí skály natáčela pohádka Sněžný drak a v roce 2015 v prostorách jeskyně také pohádka Korunní princ.

## Fotogalerie

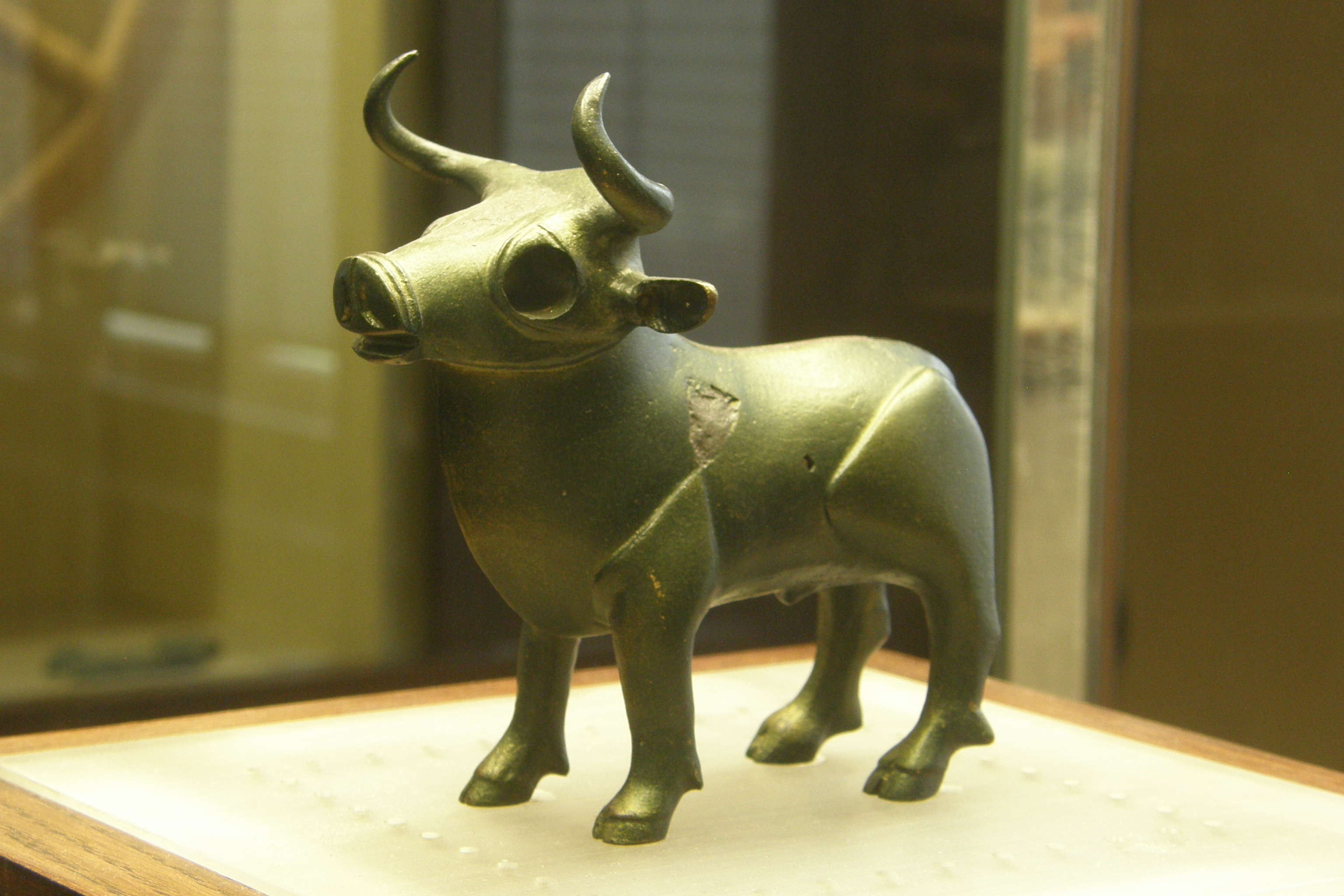
Bronzová socha býčka nalezená v roce 1869 v Býčí skále
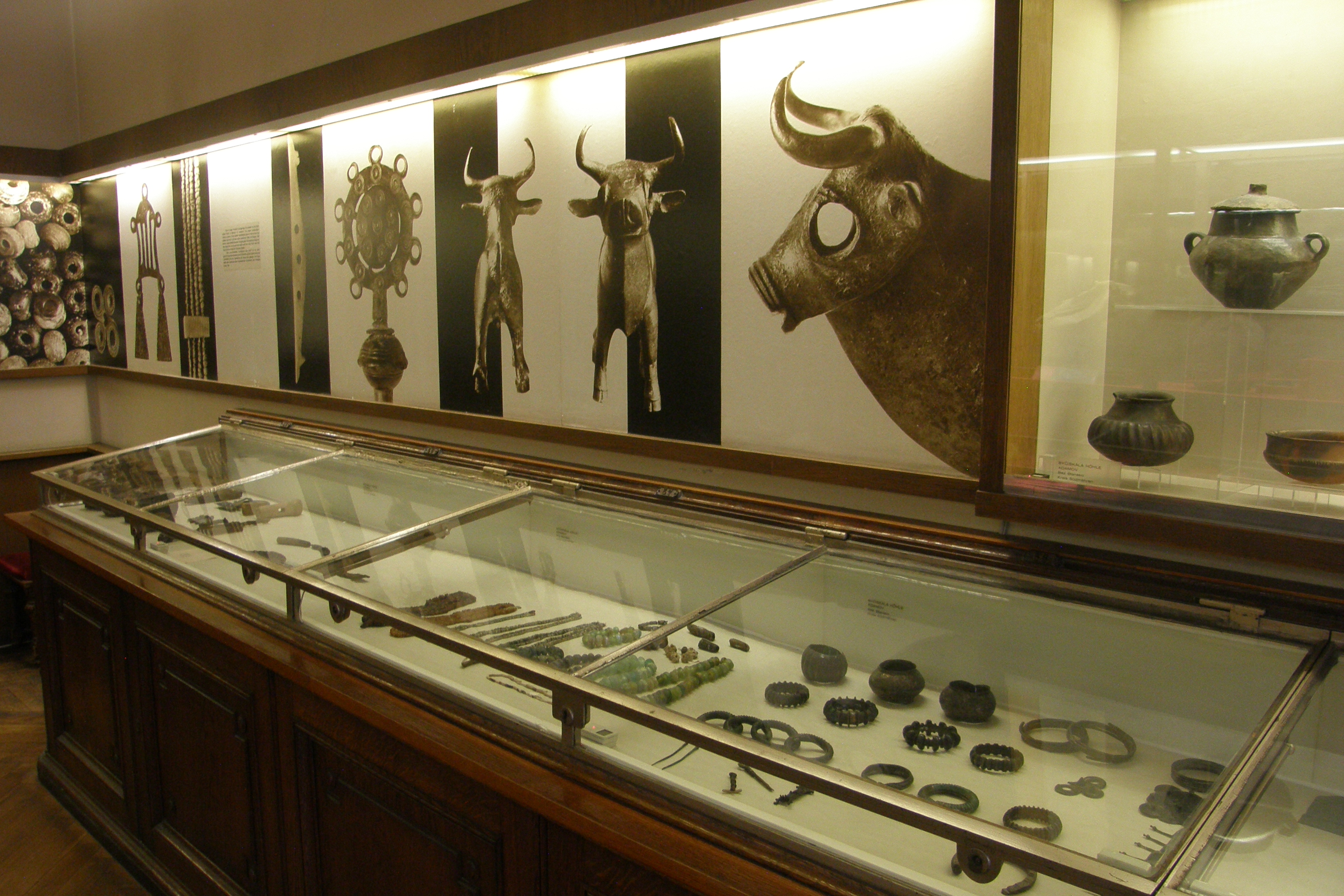
Vitríny s nálezy z Býčí skály
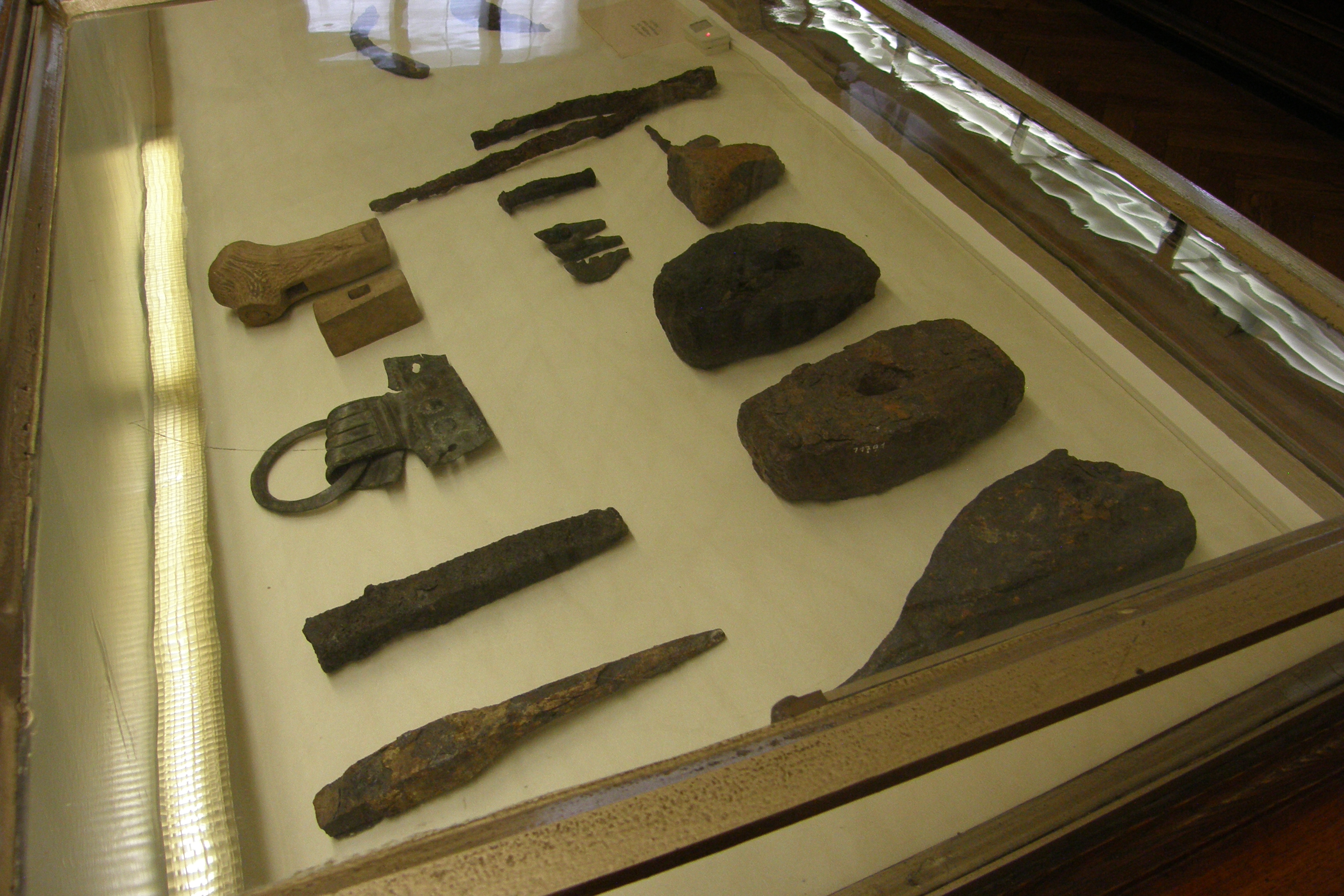
Vitríny s nálezy z Býčí skály